# Alžběta Moravská
Alžběta Moravská (německy Elisabeth von Mähren, 1353-1356? – 20. listopadu 1400) byla míšeňská markraběnka z dynastie Lucemburků.

## Život
Alžběta se narodila jako druhá dcera ze šesti dětí moravského markraběte Jana Jindřicha a jeho druhé manželky Markéty Opavské. 1. března roku 1358 byla zasnoubena s Vilémem I., nejmladším synem již zesnulého míšeňského markraběte Fridricha. Vilém s přízviskem Jednooký byl častým hostem na pražském dvoře a politicky motivované manželství mělo zakončit neshody mezi Wettiny a císařem Karlem IV. na území Vogtlandu. Svatba se uskutečnila v roce 1366 a podle smlouvy uzavřené v roce 1367 měl nevěstin strýc Karel IV. vyplatit věno ve výši 6000 kop pražských grošů.
Od roku 1391 Alžběta a její manžel vládli v Braniborsku jménem jejího bratra, moravského markraběte Jošta. Ten, potřebný peněz, jim 8. září roku 1393 zastavil za 12 000 zlatých města a hrady Treuenbrietzen, Bielitz, Mittelwalde, Trebin i Saarmünde v Braniborsku.
Alžběta zemřela koncem roku 1400 a byla pohřbena v míšeňské katedrále, společně s Vilémem je zobrazena ve Spalatinově kronice ze 16. století. Stejně jako u mnoha Alžbětiných příbuzných zůstalo manželství bezdětné. Po její smrti se Vilém oženil znovu, ale ani on se potomků nedočkal.